# Uddhawagita
Uddhawagita (trl. Uddhavagītā, Pieśń Uddhawy) – wedantyczna gita wzorowana na Bhagawadgicie, zawierająca dialog pomiędzy Kryszną i ryszim Uddhawą na temat jogi i bhakti.